# Yuri Prokhorov
Yuri Prokhorov (rus: Юрий Васильевич Прохоров)  (Moscou, 15 de desembre de 1929 - Moscou, 16 de juliol de 2013) va ser un matemàtic soviètic.

## Vida i Obra
Prokhorov va néixer el 1929 a Moscou fill d'un enginyer. El 1941, durant la invasió alemanya de la Segona Guerra Mundial, es va interrompre la seva escolarització perquè la família va ser evacuada a Txístopol, a la vora de Kazan, on el nen va dedicar-se a estudiar pel seu compte. D'aquesta forma, el 1943, quan va retornar a Moscou va poder finalitzar ràpidament els seus estudis secundaris i ingressar a l'Institut Universitari Bàuman per fer enginyeria com el seu pare. Però un curs d'anàlisi matemàtica impartit per Adolf Iuixkévitx el va convèncer d'estudiar matemàtiques i no pas enginyeria. A partir de 1945 va estudiar a la universitat Estatal de Moscou, en la qual es va graduar el 1949 i va obtenir el doctorat el 1956 amb una tesi dirigida per Kolmogorov.
Des de 1949 va ser investigador de l'Institut Steklov de Matemàtiques, del qual va arribar a ser sots-director (1969-1986). El curs 1956-57 va treballat a l'Institut d'Enginyeria i Física de Moscou i, a continuació, va ser professor de matemàtiques a la universitat Estatal de Moscou, simultàniament al seu lloc a l'Institut Steklov.
Prokhorov va publicar més d'un centenar d'articles científics sobre teoria de la probabilitat, estadística matemàtica i processos estocàstics. A ell se li deuen el teorema que porta el seu nom i la mètrica de Prokhorov, que és una generalització de la mètrica de Lévy.
Prokhorov va donar molta importància a la tasca editorial: A més de ser editor principal d'una revista important en teoria de la probabilitat, va pertànyer al consell editorial d'altres revistes; també va ser redactor de diferents enciclopèdies de matemàtiques i d'estadística i de la Gran enciclopèdia soviètica; va organitzar seminaris, cursos i simposis per tota Rússia sobre mètodes estocàstics i matemàtiques aplicades i industrials.